# Kodži Mijata
Kodži Mijata (japonsko 宮田 孝治), japonski nogometaš, * 15. januar 1923.
Za japonsko reprezentanco je odigral 6 uradnih tekem.